# Jonny Graan
Jonny Graan, folkbokförd Karl Eskil Johnny Graan, född 15 september 1924 i Södertälje stadsförsamling i Stockholms län, död 23 januari 2018 i Tumba i Stockholms län, var en svensk pressfotograf.
Jonny Graan var son till pappersarbetaren Eskil Graan (1904–1984) och brevbäraren Olga, ogift Johansson (1903–1975). Han var under många år fotograf vid kvällstidningen Expressen. 
Inhyrd i en lägenhet mittemot Storkyrkan i Gamla stan i Stockholm tog Jonny Graan en ögonblicksbild på kung Carl XVI Gustaf som kysser sedermera drottning Silvia strax före deras bröllop den 19 juni 1976. Bilden, som har fått namnet "Kyssen", togs under en tid när kyssbilder inte brukade arrangeras. Ovetandes om det unika han gjort tog han sig till redaktionen, framkallade bilderna och gick hem. Dagen efter, den 20 juni 1976, satte Expressen tidningsrekord med nära en miljon sålda lösnummer. Rekordet på 957 000 sålda exemplar hade 2015 fortfarande inte överträffats. Varken förr eller senare har kungaparet kysst varandra på bild. Expressen har ett konferensrum som fått namnet "Kyssen" som en hyllning till bilden och Jonny Graan.
Första gången var Jonny Graan gift 1948–1967 med May Skytt (1929–2012), omgift Persson, och fick barnen Thomas (född 1950) och Elisabeth (född 1953). Andra gången gifte han sig 1975 med Inger Ählström (född 1949), också hon Expressen-medarbetare, med vilken han fick dottern Susanne (född 1969).